# Soli noi/La chiave
Soli noi/La chiave è l'ottavo singolo della cantante italiana Giuni Russo, pubblicato nel 1978 dall'etichetta discografica Elektra, sussidiaria della Warner Music Group.

## Descrizione
È il primo singolo inciso con lo pseudonimo di Giuni Russo, a seguito dell'italianizzazione della grafia del nome per evitare eventuali storpiature nella pronuncia. Nonostante la poca promozione televisiva e radiofonica, il disco riscosse un discreto apprezzamento specialmente in Francia, tanto che a Parigi il discografico della RCA (etichetta che curò l'edizione francese del disco), chiede e ottiene un incontro con Giuni, offrendole la possibilità di tentare la carriera oltralpe. Ma la giovane artista, scoraggiata e delusa dai precedenti insuccessi, rifiutò l'opportunità decidendo di rimanere in Italia. Entrambi i brani furono scritti da Cristiano Malgioglio, su musiche della stessa Giuni Russo con Maria Antonietta Sisini.
Le edizioni estere del 45 giri, come quella francese o quella portoghese, furono stampate con grafica e copertina differenti.  Soli noi e La chiave non vennero inclusi in alcun album; Soli noi è stato però incluso nella raccolta ufficiale postuma The Complete Giuni (2007).

## Tracce
Lato A
1. Soli noi – 3:21 (Cristiano Malgioglio, Giuni Russo, Maria Antonietta Sisini)

Lato B
1. La chiave – 4:00 (Cristiano Malgioglio, Giuni Russo, Maria Antonietta Sisini)